# Бобићи
Бобићи су бивше насељено мјесто града Оточца, Лика, Република Хрватска.

## Географија
Налазе се код Дабра.

## Становништво
| Бобићи             |       |       |       |       |
| година пописа      | 1991. | 1981. | 1971. | 1961. |
| Срби               |       |       |       | 327   |
| Хрвати             |       |       |       | 29    |
| Југословени        |       |       |       |       |
| остали и непознато |       |       |       |       |
| укупно             | '     | '     | '     | 356   |

| Демографија | Демографија | Демографија |
| Година      | Становника  | Становника  |
| ----------- | ----------- | ----------- |
| 1961.       | 356         |             |